# Gamma Sagittae
Gamma Sagittae (γ Sagittae, förkortat Gamma Sge, γ Sge) som är stjärnans Bayerbeteckning, är en jättestjärna belägen i den mellersta delen av stjärnbilden Pilen. Den har en skenbar magnitud på 3,47, är klart synlig för blotta ögat och är den ljusaste stjärnan i stjärnbilden. Baserat på parallaxmätning inom Hipparcosuppdraget på ca 12,6 mas, beräknas den befinna sig på ett avstånd av ca 258 ljusår ( ca 79 parsek) från solen.

## Egenskaper
Gamma Sagittae  är en orange till röd jättestjärna av spektralklass M0 III, men har varierande blivit klassad mellan K5 III och M0 III. Den har en massa som är ca 37 procent större än solens massa och en radie som är ca 55 gånger större än solens. Den utsänder från dess fotosfär ca 562 gånger mer energi än solen vid en effektiv temperatur på ca 3 800  K.